# Musée philatélique et numismatique du Vatican
Le Musée philatélique et numismatique est la dernière collection à faire partie des Musées du Vatican. Il a été inauguré le 25 septembre 2007.
Le musée recueille tous les timbres et pièces de monnaie de la Cité du Vatican, de sa date de création (1929) jusqu'à nos jours. Il abrite également une vaste collection de timbres des anciens États pontificaux, avec quelques raretés.

## Description
Le musée est divisé en deux sections :
- la section philatélique, qui comprend : les émissions philatéliques divisée par périodes de la papauté, de Pie XII à Benoît XVI; des cartes postales et aérogrammes; les émissions des États pontificaux (1852-1870), avec de nouveaux timbres, les enveloppes timbrées "voyage"; les dossiers contenant des plaques, cylindres, plaquettes, etc. et autres matériels utilisés pour l'impression en héliogravure des timbres. Sont également exposés aux murs, quelques croquis à partir desquels sont dérivés les timbres;
- la section numismatique comprend : les pièces de 1929 à 2001; les pièces commémoratives de 1979 à 2001; les pièces de monnaie après 2001, en Euro; les pièces de monnaie de l'Année Sainte; et les pièces de monnaie et des timbres émis au cours de la vacance du Siège. Il est à noter que la vaste collection numismatique du Vatican (300 000 monnaies et médailles) ne se trouve pas dans le musée, mais est hébergée dans la Bibliothèque apostolique du Vatican.